# マッドキャッツ (企業)
マッドキャッツ（Mad Catz）は、かつてはアメリカ合衆国、現在は香港に本拠を構えるゲーミングデバイスメーカー。
カリフォルニア州サンディエゴで1989年設立。2017年に倒産したが、2018年に香港の新会社（Mad Catz Global）が事業を継続している。
本稿ではMad Catz Globalについても記述する。

## 概要
ゲームコントローラやアーケードスティックをはじめとする、様々なゲーム周辺機器の製造、販売で知られ、1990年代から2010年代にかけてはアメリカを代表するゲーム周辺機器メーカーだった。
2010年4月28日、日本のゲーマー梅原大吾とプロモーション契約を結んだ。これにより梅原は日本人で初のプロ格闘ゲーマーとなった。
2010年代中頃、Rock Band 3専用コントローラーの失敗や、ゲーム機「Mojo」の失敗などで経営が急激に悪化。
北米時間2017年3月30日に、連邦倒産法第7章を適用を申請し、清算手続に入った。日本法人であったマッドキャッツ株式会社も、Mad Catzが連邦倒産法第7章の適用を申請したことに伴い、2017年4月12日に東京地方裁判所から破産手続開始決定を受けた。マッドキャッツ株式会社自体も、2017年11月13日に法人格が消滅した。
経営破綻後における日本で発売された正規品の修理サポートは、株式会社アタッサが行っていた。
2018年1月4日、Mad Catz Global Limitedという新会社が香港に設立され、同社が以前のマッドキャッツの商標の所有権を取得しマッドキャッツブランドの復帰と新製品開発を行うことを発表した。日本市場への復帰も果たしその後も以前のデザインを引き継いだマウス、キーボード、ヘッドホン、コントローラーなどのゲーム周辺機器の開発を続けている。